# كببية
الكببية (الاسم العلمي: Glomeraceae) هي فصيلة من الفطريات تتبع رتبة الكببيات من طائفة الكببياوات.

## أجناس
- فطر كببي